# A un dios desconocido
A un dios desconocido és una pel·lícula espanyola de 1977 dirigida per Jaime Chávarri i Elías Querejeta.

## Argument
La pel·lícula narra la història de José, un homosexual a la cinquantena, que treballa de mag en una sala de festes, i les seves relacions personals. Tota la història té com a teló de fons les seves vivències a la Granada a l'inici de la Guerra Civil espanyola, la relació amb els germans Pedro i Soledad, i l'assassinat del poeta Federico García Lorca i del pare de José que era el jardiner del poeta.
Després de molts anys, José tornarà a Granada i es retrobarà amb Soledad.

## Repartiment
- Héctor Alterio- José
- Xabier Elorriaga - Miguel
- Maria Rosa Salgado - Adela
- Rosa Valenty - Clara
- Ángela Molina- Soledad
- Margarita Mes - Soledad, de gran
- Mercedes Sampietro- Mercedes
- José Joaquin Boza - Pedro

## Premis
- Tres premis en el Festitival internacional de cinema de Sant Sebastià 1977: Millor actor espanyol i millor actor a Héctor Alterio i premi OCIC.

- Premi a la millor pel·lícula en el Festival internacional de cinema de Chicago de 1978.

## Comentari
Pel·lícula molt personal i significativa dins del cinema de Jaime Chávarri, és el segon fruit de la seva col·laboració amb el productor donostiarra Elías Querejeta. L'obra està presidida per una interpretació magnífica de l'actor argentí Héctor Alterio, que li va valer un guardó en el Festival de Cinema de Sant Sebastià.